# 饒舌エクスプレス feat. TARO SOUL,KEN THE 390
『饒舌エクスプレス feat. TARO SOUL,KEN THE 390』（じょうぜつエクスプレス フィーチャリング.TARO SOUL,KEN THE 390）は、マボロシのメジャー6枚目のシングル。発売元はソニー・ミュージックレコーズ。

## 概要
- フィーチャリングゲストの名前が入ったシングルとしては『廻シ蹴リ featuring MURO,DABO』以来3枚目である。
- フィーチャリングゲストのTARO SOULとKEN THE 390は本作品がマボロシの作品への初参加となった。
- 2007年10月10日より着うたが先行配信され、10月17日に3人のバースが追加配信された。

## 収録曲
1. 饒舌エクスプレス feat. TARO SOUL,KEN THE 390#:Lyrics by Daisuke
2. 饒舌エクスプレス feat. TARO SOUL,KEN THE 390(Instrumental)